# FC KooTeePee Kotka
El FC KooTeePee Kotka fou un club de futbol finlandès de la ciutat de Kotka.

## Història
El club prové del Kotkan Työväen Palloilijat (KTP Kotka) (fundat el 1927). El FC KooTeePee va ser fundat originàriament com a equip filial d'aquest. L'any 2000 esdevingué independent, quan el KTP sofrí una fallida econòmica, prenent el relleu del primer com a principal club de la ciutat. Va desaparèixer el 2013 per una fallida econòmica, renaixent novament com a KTP Kotka.

## Palmarès
- Sense títols destacats.